# 恋文 (1985年の映画)
『恋文』（こいぶみ）は、1985年公開の日本映画。直木賞を受賞した連城三紀彦の同名小説の映画化作品である。原作は主演を務めた萩原健一をモデルにしたものである。
なお、2003年には同じ原作がTBS系列で『恋文 〜私たちが愛した男〜』としてドラマ化された。

## 受賞歴
- 第40回毎日映画コンクール
  - 録音賞（橋本文雄）
  - 主演女優賞（倍賞美津子）
- 第59回キネマ旬報ベスト・テン
  - 主演女優賞（倍賞美津子）
  - 助演男優賞（小林薫）
- 第9回日本アカデミー賞[2]
  - 録音賞（橋本文雄）
  - 主演男優賞（萩原健一）
  - 最優秀主演女優賞（倍賞美津子）
  - 最優秀助演男優賞（小林薫）

## スタッフ
- 監督：神代辰巳
- 原作：連城三紀彦
- 脚本：高田純、神代辰巳
- 撮影：山崎善弘
- 音楽：井上堯之
- 美術：菊川芳江
- 編集：鈴木晄
- 録音：橋本文雄
- 助監督：北村武司、明石知幸、芳田秀明
- 音響効果：東洋音響（小島良雄）
- 現像：東映化学
- スタジオ：にっかつ撮影所
- プロデュース：三浦朗、櫻井五郎
- 企画：栗林茂
- 監修：川内康範
- 製作協力：ケイ・エンタープライズ
- 企画・製作：ニュー・ミウラ企画
- 製作者：奥山和由、長良じゅん
- 制作：松竹富士、廣済堂プロダクション

## キャスト
- 竹原将一：萩原健一
- 竹原郷子：倍賞美津子
- 竹原優：和田求由
- 田島江津子：高橋恵子
- 神谷哲史：小林薫
- 副院長：仲谷昇
- 看護婦長：左時枝
- カウンセラー：橋爪功
- 留置場の男：工藤栄一
- 神父：有馬昌彦
- 教頭：三谷昇
- 看護婦：秋元恵子
- 警官：平野稔
- カメラマン：北見敏之
- 編集部員：山川豊
- 女子モトクロス：泥ん娘パフと三好礼子

ほか